# Zahoroszcz
Zahoroszcz (ukr. Загороща, Zahoroszcza) – wieś na Ukrainie, w obwodzie rówieńskim, w rejonie rówieńskim, w hromadzie Kornin. W 2023 liczyła 493 mieszkańców.
W okresie międzywojennym wieś znajdowała się w granicach II RP, wchodząc w skład gminy Zdołbica w powiecie zdołbunowskim, w województwie wołyńskim.